# Die Südsteirer
Die Südsteirer (vormals: Die jungen Südsteirer) ist eine österreichische Band, die 2013 in der Südsteiermark (Bezirk Leibnitz) gegründet wurde. Die Band kombiniert traditionelle Elemente der Volksmusik mit Partymusik.

## Bandgeschichte
Die Südsteirer wurden 2013 von Julian Gigler, Florian Mandl, Stefan Körbler, Lukas Posch und Thomas Schoenekl gegründet und begann mit Auftritten in den Buschenschänken der Südsteiermark.
2016 veröffentlichte die Band unter dem Namen Die jungen Südsteirer ihr erstes Album Und wie des passt auf dem Label Hinker Music und initiierte das Openair Das große Südsteirerfest, das mittlerweile schon zum 10. Mal mit bis zu 5000 Besuchern beim Besucherzentrum Grottenhof in der Gemeinde Leibnitz jährlich stattfindet. Bereits im selben Jahr spielten sie beim Oktoberfest in Dubai.
Die 2020 veröffentlichte Single Du bist die Ane wurde als Werbemusik für Bauer sucht Frau verwendet.
Die Südsteirer traten 2021 und 2023 beim Donauinselfest in Wien auf und sind seit 2022 regelmäßiger Gast in der ORF-Sendung Wenn die Musi spielt.

## Diskographie
Alben
- 2016: Und wie des passt (Hinker Music)
- 2021: Auf das Leben (Hinker Music)

Singles 
- 2021: Do bei uns
- 2021: Wir sind die Steiermark
- 2023: Breida
- 2023: Breida (Raphael Maier Remix)
- 2023: Um die Welt
- 2023: Birknbam
- 2024: Birknbam (Raphael Maier Remix)
- 2024: Schwuppdiwupp
- 2024: Den tuat a eini
- 2024: Wir tanzen weiter
- 2025: Heit Nocht
- 2025: Geht net, gibt's net
- 2025: Oachkatzlschwoaf

## Auszeichnungen
- 2019: Köpfe des Jahres in der Kategorie „Entertainment“ vergeben von der Kleinen Zeitung[9]